# Wincenty de Lesseur
Wincenty de Lesseur (Wincenty Fryderyk de Lesserowicz; Varsó, 1745 – Varsó, 1813. május 31.) lengyel festő, miniatúrák és pasztell portrék alkotója, karikatúrista; szabadkőműves.

## Élete

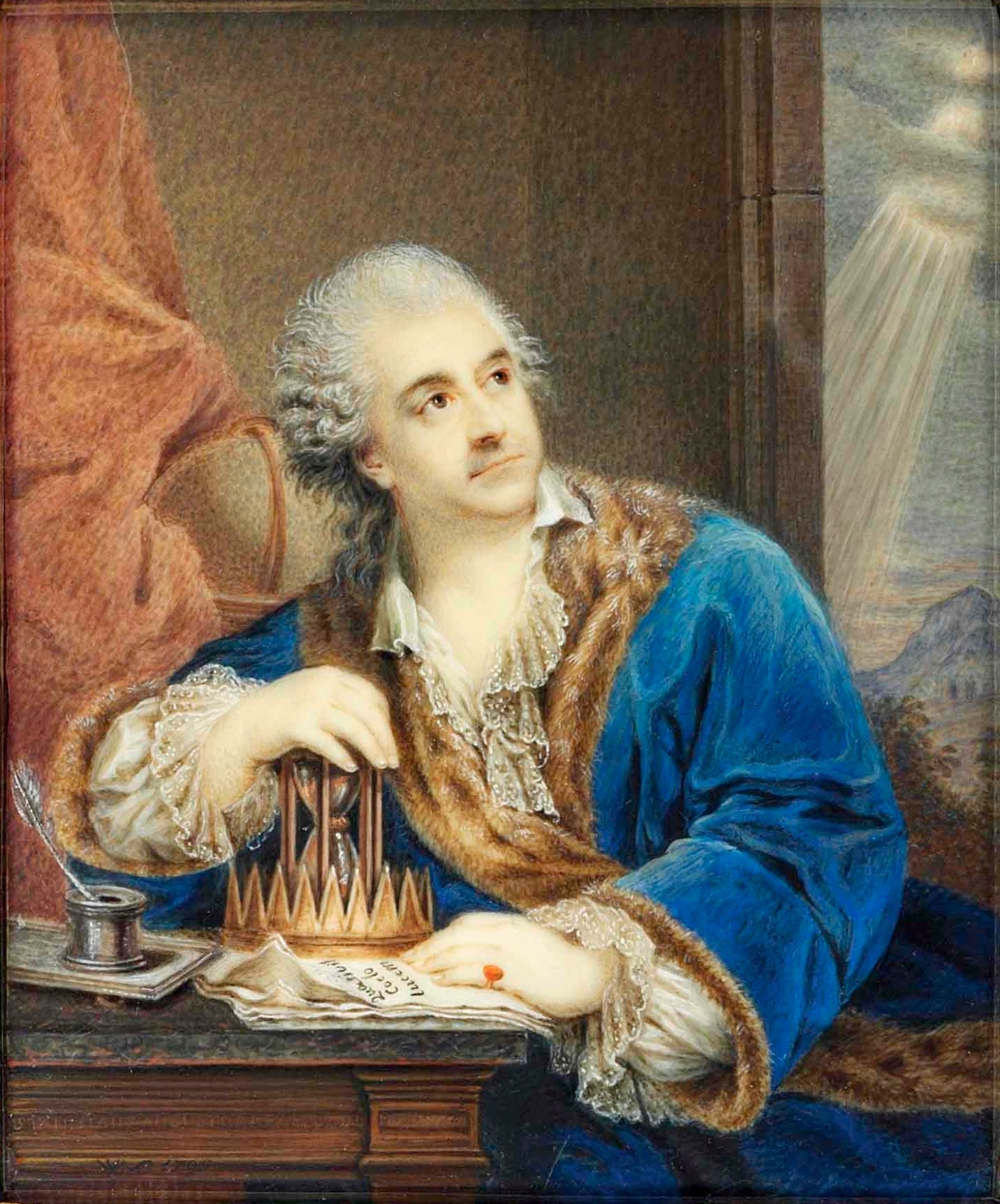
Portré II. Szaniszló Ágost királyról homokórával

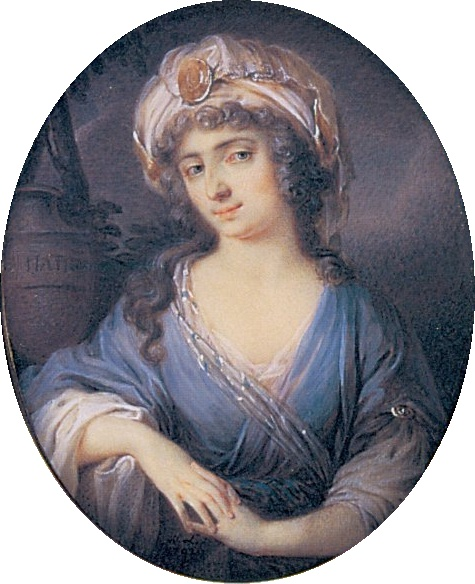
Tekla Czaplice, Jabłonowska hercegnő portréja

Az apja francia katonatiszt volt, aki a lengyel örökösödési háború után Varsóban állomásozott. Wincenty Marcello és Fryderyka Bacciarelli tanítványa volt. Rövid bécsi tartózkodása alatt Heinrich Fügerrel dolgozott együtt.
Elsődleges pártfogója (és megrendelője) II. Szaniszló Ágost lengyel király volt. 1787 után kamarásként szolgált az udvarban. 1804-re már elég jómódú volt ahhoz, hogy saját kis birtokán telepedjen le Kozery mellett.
Híres volt arról, hogy képes volt elefántcsontra kis akvarelleket vagy gouache-okat készíteni, pointillista stílusban. A király portréi mellett más európai uralkodókról, nemzeti hősökről, művészekről, tudósokról, arisztokrata családokról és barátaikról is festett portrékat. Miniatűr másolatokat készített Bacciarelli, Josef Grassi és Jan Chrzciciel Lampi műveiről is.
A tanítványai közé tartozott Maciej Topolski és Waleria Tarnowska. A varsói és a krakkói Nemzeti Múzeum gyűjteményében őrzik művei egy részét. Miniatúráinak nagy gyűjteménye, amely a Tarnowski család tulajdonában volt, ma a Rapperswili Lengyel Múzeumban látható.

## Fordítás
- Ez a szócikk részben vagy egészben  a   Wincenty de Lesseur című angol Wikipédia-szócikk ezen változatának fordításán alapul.  Az eredeti cikk szerkesztőit annak laptörténete sorolja fel. Ez a jelzés csupán a megfogalmazás eredetét és a szerzői jogokat jelzi, nem szolgál a cikkben szereplő információk forrásmegjelöléseként.